# Instituto Nacional de Tecnologia

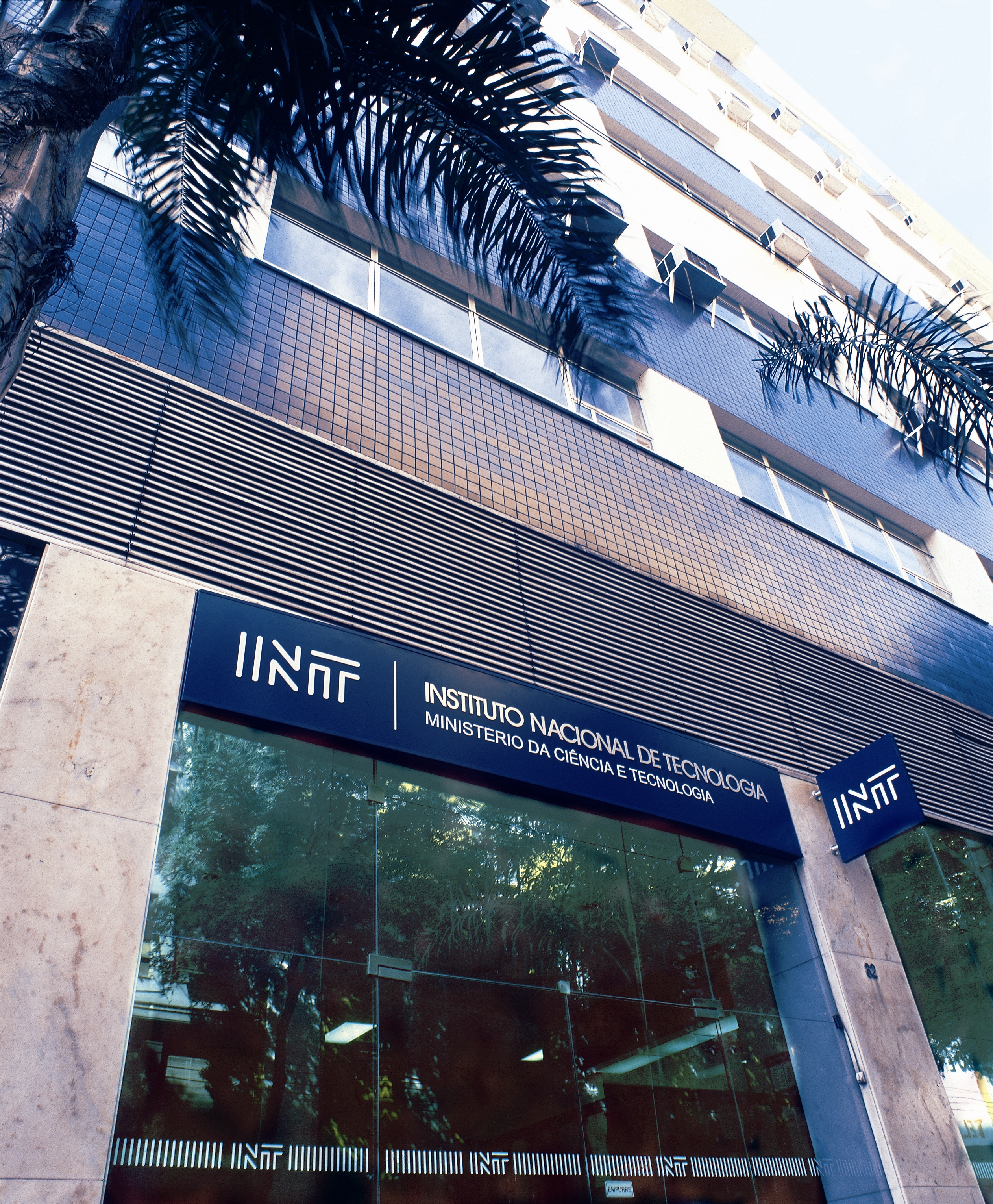
Sede do Instituto Nacional de Tecnologia.

O Instituto Nacional de Tecnologia (INT) é uma Unidade de Pesquisa do Ministério da Ciência, Tecnologia e Inovações (MCTI) fundado pelo Decreto Nº 15.209 de 28/12/1921 com o nome de Estação Experimental de Combustíveis e Minérios. Recebeu o nome de Instituto de Tecnologia através do Decreto Nº 22.750 de 24/05/1933 e finalmente seu nome atual através do Decreto Nº 24.277 de 22/05/1934. Com sede estabelecida sempre na Av. Venezuela, 82, no bairro Saúde, centro do Rio de Janeiro, Brasil, teve como idealizador e primeiro Diretor o Engenheiro Ernesto Lopes da Fonseca Costa. Uma referência sobre a história deste Instituto pode ser encontrada em Tecnologia para a Indústria: A História do Instituto Nacional de Tecnologia dos autores Maria Helena Magalhães Castro e Simon Schwartzman, um trabalho desenvolvido entre 1979 e 1981.
Sendo o INT um Instituto politécnico, possui atuação nas seguintes áreas técnicas:
- Catálise e Processos Químicos
- Certificação (Organismo Certificador de Produtos OCP 0023)
- Corrosão e Degradação
- Desenho Industrial
- Energia
- Engenharia de Avaliações e de Produção
- Ensaio em Materiais e Produtos
- Inovação Tecnológica
- Processamento e Caracterização de Materiais
- Química Analítica

Um vídeo institucional do INT pode ser assistido no sítio: Vídeo Institucional do INT